# Liste du patrimoine mondial en Slovénie
Cet article recense les sites inscrits au patrimoine mondial en Slovénie.

## Statistiques
Le premier site protégé de Slovénie est inscrit au patrimoine mondial en 1986 : le pays, sous le nom de République socialiste de Slovénie est alors membre de la Yougoslavie. Il déclare sa pleine indépendance le 25 juin 1991. Un site yougoslave est alors situé sur le territoire du nouveau pays et la Slovénie notifie à l'UNESCO sa succession à la Convention pour la protection du patrimoine mondial, culturel et naturel le 5 novembre 1992.
En 2021, la Slovénie compte 5 sites inscrits au patrimoine mondial : 3 culturels et 2 naturels.
À la même date, le pays a également soumis 4 sites sur sa liste indicative, tous culturels.

## Listes

### Patrimoine mondial
Les sites suivants sont inscrits au patrimoine mondial.
| Site                                                                                 | District            | Type                   | Date | Superficie (ha) | Zone tampon (ha) | Lien | Notes | Coordonnées | Illus. |
| ------------------------------------------------------------------------------------ | ------------------- | ---------------------- | ---- | --------------- | ---------------- | ---- | --- | --- | ------ |
| Grottes de Škocjan                                                                   | Carniole-Intérieure | Naturel, (vii), (viii) | 1986 | 413             |                  | 390  | | 45° 39′ 43″ nord, 13° 59′ 17″ est |        |
| Sites palafittiques préhistoriques autour des Alpes                                  | Basse-Carniole      | Culturel, (iv), (v)    | 2011 | 45,3            | 1 033,2          | 1363 | Site transfrontalier commun avec l'Allemagne, l'Autriche, la France, l'Italie et la Suisse 2 sites en Slovénie : Kolišča na Igu (groupe sud et Kolišča na Igu (groupe nord) | 45° 58′ 14″ nord, 14° 32′ 30″ est 45° 58′ 32″ nord, 14° 31′ 46″ est |        |
| Patrimoine du mercure. Almadén et Idrija                                             | Littoral slovène    | Culturel, (ii), (iv)   | 2012 | 104             |                  | 1313 | Site transfrontalier commun avec l'Espagne 7 sites en Slovénie : vieille ville d'Idrija, fonderie d'Idrija, pompe Kamšt (sl) et réservoir de Kobila, Gorenja Kanomlja (en) – réservoir de Kanomilja, Vojsko (en) – réservoir d'Idrijca, Idrijska Bela (en) – réservoir de Putrih sur la Belca (sl), Idrijska Bela – réservoir de Brus (sl) | 46° 00′ 14″ N, 14° 01′ 36″ E 46° 00′ 25″ N, 14° 01′ 52″ E 45° 59′ 56″ N, 14° 01′ 51″ E 46° 01′ 04″ N, 13° 56′ 22″ E 46° 00′ 10″ N, 13° 55′ 12″ E 45° 58′ 34″ N, 13° 56′ 01″ E 45° 58′ 13″ N, 13° 57′ 08″ E |        |
| Forêts primaires de hêtres des Carpates et d'autres régions d'Europe                 |                     | Naturel (ix)           | 2017 | 794,74          | 176,7            | 1133 | Site transfrontalier avec l'Albanie, l'Allemagne, l'Autriche, la Belgique, la Bosnie-Herzégovine, la Bulgarie, la Croatie, l'Espagne, la France, l'Italie, la Macédoine du Nord, la Pologne, la Roumanie, la Slovaquie, la Suisse, la Tchéquie et l'Ukraine. 2 sites en Slovénie : forêts primaires de Krokar et de Snežnik – Ždrocle.     | 45° 32′ 31″ nord, 14° 46′ 08″ est 45° 35′ 05″ nord, 14° 27′ 19″ est |        |
| Les œuvres de Jože Plečnik à Ljubljana – une conception urbaine centrée sur l'humain | Ljubljana           | Culturel (iv)          | 2021 |                 |                  | 1643 | Comprend 7 sites : le pont de Trnovo (sl), la promenade verte le long de la rue Vegova (sl), la promenade le long des quais et ponts de la Ljubljanica, le mur romain de Mirje, l'église Saint-Michel (en), l'église Saint-François-d'Assise (sl), le jardin de tous les saints dans le cimetière de Žale.                                 | 46° 02′ 36″ nord, 14° 30′ 08″ est |        |

### Liste indicative
Les sites suivants sont inscrits sur la liste indicative du pays au début 2021.
| Site                                                                                    | District                         | Type                      | Date | Lien | Notes | Coordonnées | Illus. |
| --------------------------------------------------------------------------------------- | -------------------------------- | ------------------------- | ---- | ---- | --- | --- | ------ |
| Collines de Fužina à Bohinj                                                             | Haute-Carniole                   | Culturel (ii), (v)        | 1994 | 592  | | 46° 17′ 24″ nord, 13° 53′ 46″ est |        |
| Hôpital partisan de Franja (en)                                                         | Littoral slovène                 | Culturel (i), (iii), (iv) | 2000 | 1433 | | 46° 09′ 11″ nord, 14° 01′ 44″ est |        |
| Karst classique                                                                         | Littoral slovène                 | Culturel (ii), (v), (vi)  | 2015 | 6072 | Initialement proposé en 1994. | 45° 40′ nord, 13° 54′ est |        |
| Le chemin de la Paix des Alpes à l'Adriatique - Héritage de la Première Guerre mondiale | Haute-Carniole, Littoral slovène | Culturel (ii), (vi)       | 2016 | 6077 | Comprend 15 sites distincts : chemin de la Paix, chapelle russe de Vršič (sl), cimetière militaire de Log pod Mangartom (en), charnier italien de Kobaridom (sl), chapelle italienne de Ladra, Zaprikraj : zone historique des monts Krn, charnier allemand de Tolmin, zone historique de Mengore, église du Saint-Esprit de Javorca (sl), zone historique de Sabotin, cimetière militaire de Solkan, chemin de fer de Bohinj (sl), cimetière militaire de Gorjansko (en), cimetière militaire de Črniče (en), cimetière militaire de Štanjel. | 46° 24′ 18″ nord, 13° 35′ 47″ est 46° 26′ 34″ nord, 13° 46′ 04″ est 46° 24′ 15″ nord, 13° 35′ 58″ est 46° 14′ 50″ nord, 13° 35′ 03″ est 46° 14′ 14″ nord, 13° 36′ 15″ est 46° 17′ 36″ nord, 13° 36′ 50″ est 46° 10′ 31″ nord, 13° 43′ 57″ est 46° 10′ 00″ nord, 13° 43′ 17″ est 46° 14′ 07″ nord, 13° 43′ 11″ est 45° 59′ 30″ nord, 13° 37′ 54″ est 45° 58′ 34″ nord, 13° 38′ 56″ est 46° 16′ 05″ nord, 13° 57′ 32″ est 45° 48′ 17″ nord, 13° 42′ 32″ est 45° 54′ 19″ nord, 13° 46′ 38″ est 45° 49′ 15″ nord, 13° 50′ 52″ est |        |